# Paule Baudouin
Paule Baudouin (ur. 25 października 1984 w Saint-Denis), francuska piłkarka ręczna, reprezentantka kraju, grająca na pozycji lewoskrzydłowej. Obecnie występuje we francuskiej Pro A, w drużynie Le Havre AC Handball.
Dwukrotna wicemistrzyni Świata z 2009 i 2011 r.

## Sukcesy

### reprezentacyjne
- wicemistrzostwo Świata (2009, 2011)
- brązowy medal mistrzostw Europy (2006)

### klubowe
- wicemistrzostwo Francji (2006)
- puchar Francji (2006)